# Pierre Jolissaint
Pierre Jolissaint est une personnalité politique du Jura bernois. Il est né à Réclère le 31 juillet 1830. Il est décédé le 2 mars 1896 à Berne.

## Biographie
D’abord instituteur au Noirmont, Pierre Jolissaint fut révoqué par le gouvernement conservateur en 1852 à cause de ses idées très avancées.
Il alla étudier le droit à l’université de Berne et devint avocat en 1859.  Il ouvrit une étude à Saint-Imier. Militant radical, anticlérical et partisan du Kulturkampf, il fut élu au Grand Conseil bernois en 1864 et entra au Gouvernement bernois en 1866. Il mena une active campagne auprès de ses concitoyens et des politiciens du canton de Berne pour les convaincre de la nécessité de construire un réseau ferroviaire complet dans le Jura. Son point de vue triompha en 1867. Après avoir quitté l’exécutif cantonal, Pierre Jolissaint devint directeur de la Compagnie des chemins de fer du Jura bernois, puis de celle du Jura-Berne-Lucerne et, enfin, de celle du Jura-Simplon.
En 1867 à Genève et en 1868 à Berne, il présida le Congrès international de la paix.
A Saint-Imier, un buste honore sa mémoire.